# Michel Carayol

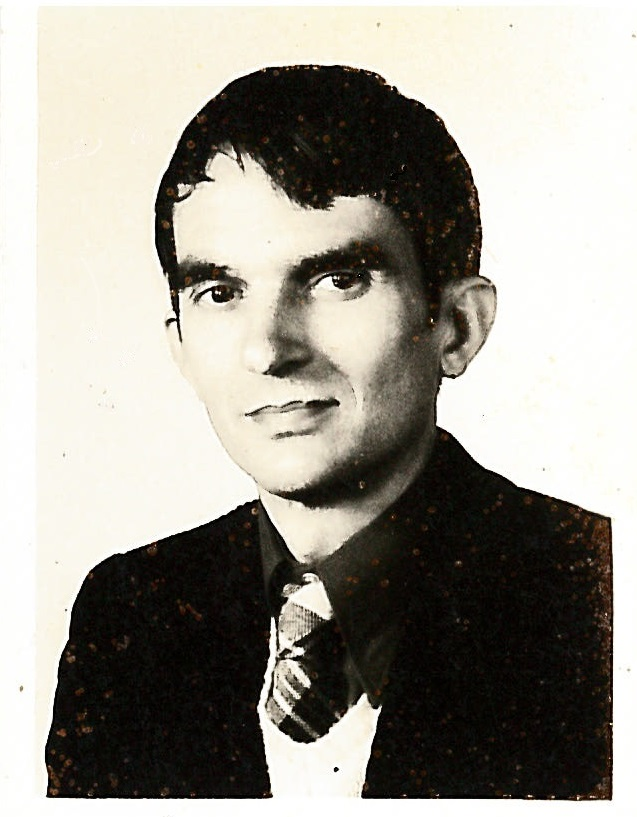
Michel Carayol, 1968

Michel Charles Henri Carayol (* 30. Juni 1934 in Algier; † 23. Februar 2003 in Paris) war ein französischer Ingenieur, der einer der Entwickler der französischen Wasserstoffbombe war.
Carayol, dessen Vater Bürgermeister von Kouba (einem Vorort von Algier) war, hat das Lycée Bugeaud (genannt „Taupe arabe“) in Algier und das Lycée Louis-le-Grand in Paris besucht. Er studierte ab 1954 an der École polytechnique und anschließend an der École nationale de l'armement. Anfang der 1960er Jahre arbeitete er für die militärische Sektion (Direction des Applications Militaires, DAM) der französischen Atomenergiebehörde CEA an der Entwicklung der Wasserstoffbombe. Die erste französische Atombombe wurde 1960 in der Sahara (bei Reggane) getestet, und man wollte nun zur Wasserstoffbombe übergehen. Die Voruntersuchungen von Pierre Billaud (Leiter der Experimentalphysik bei der CEA, er studierte ab 1939 an der École Polytechnique) hatten ergeben, dass es nicht ausreichte, den Fusionsbrennstoff (Lithiumdeuterid) mit einer Atombombe zu erhitzen und zu komprimieren. Schließlich kamen sie auf ein ähnliches Design wie Teller-Ulam (das heißt Komprimierung über durch die Atombombe erzeugte Röntgenstrahlen). Neben Carayol war auch der angewandte Mathematiker Luc Dagens (* 1932), der ebenfalls aus Algerien stammte und an der École Normale Supérieure studiert hatte, sowie Joseph Crozier und Bernard Lemaire wesentlich beteiligt und (für die Überprüfung) der britische Wissenschaftler William Richard Joseph Cook vom britischen Wasserstoffbombenprojekt. Die numerischen Simulationen einer sphärischen Anordnung von Carayol (1967) waren vielversprechend. Am 24. August 1968 wurde die erste französische Wasserstoffbombe auf dem Fangataufa-Atoll getestet (Canopus). Sie wurde aus einem Ballon in 600 m Höhe gezündet und erreichte 2,7 Megatonnen, im September folgte das Modell Procyon mit 1,2 Megatonnen.
In Frankreich gab es seit der Veröffentlichung von Le Mal Francais (Plon 1976) von Alain Peyrefitte (ehemaliger Atomminister) eine Kontroverse über die Urheber des Wasserstoffbombenkonzepts in Frankreich. Peyrefitte nannte Robert Dautray als Hauptentwickler, was in einem Artikel in Le Figaro 1993 wiederholt wurde (und in den Memoiren von Dautray 2007), woraufhin Bernard Lemaire (der damalige wissenschaftliche Direktor des DAM) 1993 einen unveröffentlichten Report (La Naissance du Thermonucleaire) schrieb, der die wahren Hauptentwickler nannte: Billaud für die Idee kalter Kompression von Lithiumdeuterid vor der Zündung, Michel Carayol für das Teller-Ulam-Design der Kompression über Röntgenstrahlung, Luc Dagens für die genaue Aufklärung der Fusions- und Brutprozesse im Lithiumdeuterid. Dautray kam von der zivilen Seite des CEA und war erst ab 1967 wissenschaftlicher Leiter des Wasserstoffbombenprojekts bei der DAM geworden (als Nachfolger von Jean Viard), als dieses durch die Politik (die Chinesen zündeten am 17. Juni 1967 auf dem Testgelände Lop Nur eine Wasserstoffbombe) zunehmend unter Druck geriet. Bereits im Januar 1966 hatte De Gaulle das Entwicklungszentrum in Limeil besucht und deutlich gemacht, dass man endlich Ergebnisse erwartete.
Carayol befasste sich später mit militärischen Laseranwendungen.
Carayol war Kommandeur der Ehrenlegion und des Ordre du Merité.
Der zeitweilige Direktor des DAM Roger Baléras (* 1929), der dort das Hochleistungslaserprojekt anstieß (Trägheitsfusion mit Laser), stammte ebenfalls aus Algerien.